# اداموا-اوزیدل
اداموا-اوزیدل (به لاتین: Adamowo-Osiedle) در لهستان است که در warmian-masurian voivodeship واقع شده‌است.